# Jumeaux
Jumeaux är en kommun i departementet Puy-de-Dôme i regionen Auvergne-Rhône-Alpes i centrala Frankrike. Kommunen ligger i kantonen Jumeaux som tillhör arrondissementet Issoire. År 2022 hade Jumeaux 563 invånare.

## Befolkningsutveckling
Antalet invånare i kommunen Jumeaux
| Referens: INSEE |